# San Paolo Cervo
San Paolo Cervo (San Pàul Sar o San Pàul Serv in piemontese) è un centro abitato di 27 abitanti nel comune di Campiglia Cervo, in provincia di Biella.
Fino al 31 dicembre 2015 ha costituito, assieme alle frazioni di Riabella, Driagno, Magnani, Piana, Bariola, Oretto, Mortigliengo, Mazzucchetti e Bele, un comune autonomo, che confinava con i comuni di Andorno Micca, Biella, Campiglia Cervo, Quittengo e Sagliano Micca.

## Geografia fisica
San Paolo Cervo è situato sul versante esposto a nord-est dell'alta Valle Cervo.
Il paese è collegato con le località circostanti, oltre che dalla strada carrozzabile, anche da antichissime mulattiere selciate fiancheggiate da muri in pietra a secco (masere), tuttora perfettamente funzionali.

## Storia
Il territorio sanpaolese figurava un tempo tra gli alpeggi di Andorno. Nel 1694 l'alta Valle del Cervo ottenne l'autonomia comunale; inizialmente il capoluogo fu Campiglia Cervo, ma il nuovo comune si frazionò ulteriormente nel 1700 dando origine, tra gli altri, al comune di San Paolo.

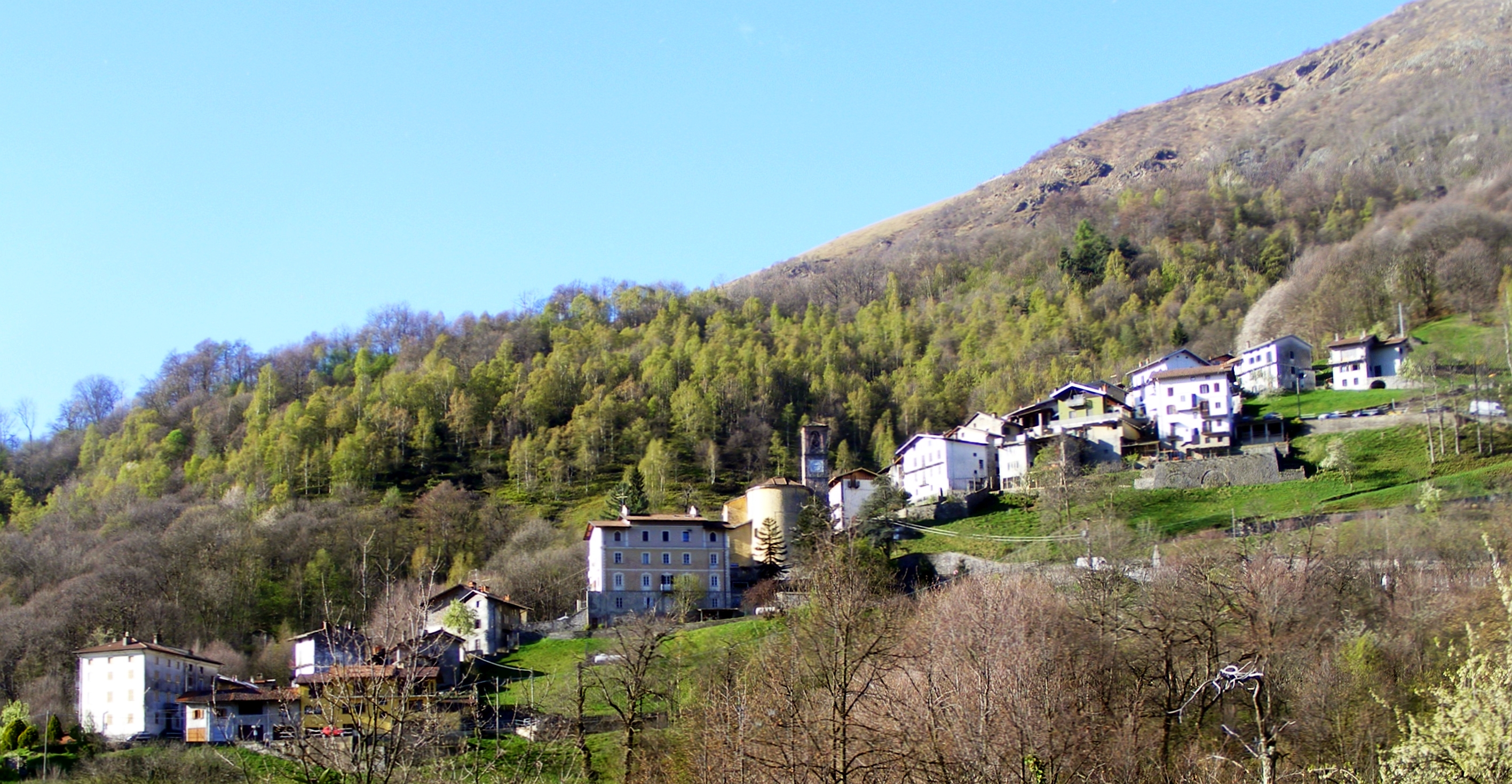
L'ex frazione Riabella

Nel 1706 numerosi abitanti della valle parteciparono alle ostilità franco-piemontesi legate all'assedio di Torino; tra questi rimase celebre Pietro Micca, figlio di una donna della frazione Riabella. Anche nel 1747 durante la battaglia dell'Assietta gli uomini di San Paolo pare abbiano contribuito al successo piemontese, costruendo murature a secco che furono poi fatte crollare travolgendo i soldati francesi.
Nel 2015 i residenti votarono per la fusione nel comune di Campiglia Cervo, che divenne definitiva il 1º gennaio 2016..

### Simboli

Stemma dell'ex comune

Lo stemma e il gonfalone di San Paolo Cervo erano stati concessi con decreto del presidente della Repubblica del 22 settembre 2009.
Il gonfalone era un drappo troncato di verde e di bianco.

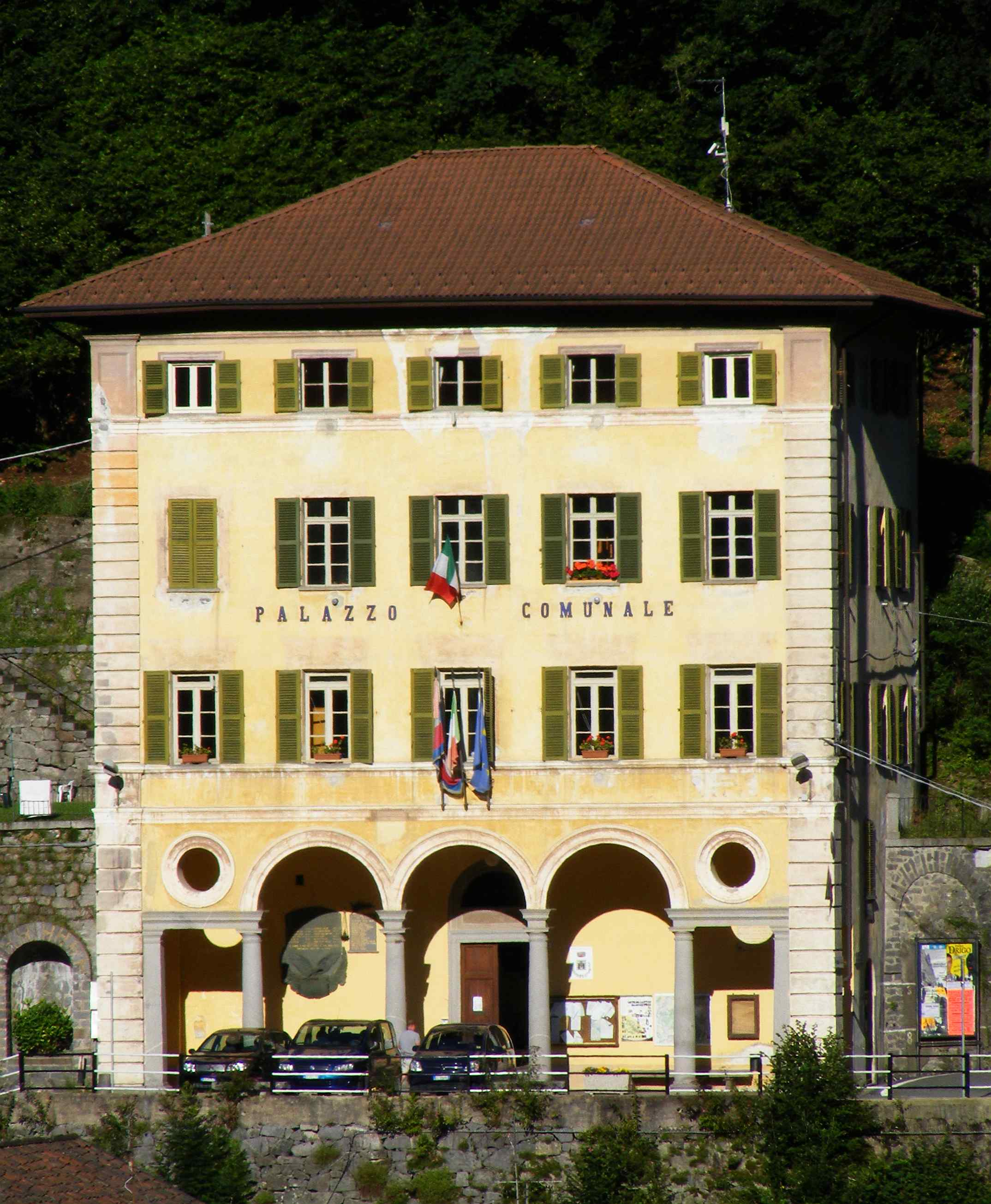
L'ex municipio

## Monumenti e luoghi d'interesse

### Architetture civili
- Palazzo comunale: fu fatto costruire nel 1887 dall'impresario Giovanni Pietro Magnani in sostituzione del primo municipio, che datava 1728 ed era localizzato nella frazione Piana (attualmente è sede della pro-loco). Il nuovo imponente palazzo comunale fu costruito lungo la strada che collega il ponte dell'Asmara (sul fondovalle) con i centro abitati sparsi sul versante destro orografico della valle, un tempo frazioni di San Paolo Cervo.[5]

## Società

### Evoluzione demografica
Abitanti censiti

## Amministrazione
| Periodo | Periodo            | Primo cittadino   | Partito                              | Carica  | Note       |
| ------- | ------------------ | ----------------- | ------------------------------------ | ------- | ---------- |
| 2004    | 2009               | Carlo Penna       | lista civica                         | Sindaco |            |
| 2009    | 2014               | Giovanni Machetti | lista civica Per la Bursch Quittengo | Sindaco |            |
| 2014    | primo gennaio 2016 | Giovanni Machetti | lista civica Per la Bursch           | Sindaco | II mandato |

### Altre informazioni amministrative
San Paolo fece parte a cominciare dal 1973 della Comunità montana Alta Valle Cervo assieme ai comuni di Piedicavallo, Rosazza, Campiglia Cervo e Quittengo. Tale comunità montana fu in seguito accorpata dalla Regione Piemonte con la Comunità montana Bassa Valle Cervo, andando a formare la  Comunità Montana Valle Cervo.